# Division de Nice
1818–1859
Entités précédentes :
- Comté de Nice ( royaume de Sardaigne)

Entités suivantes :
- Province de Nice ( royaume de Sardaigne)

La division de Nice (en italien : divisione di Nizza) était une division administrative du royaume de Sardaigne établie en 1818 et remplacée en 1859 par la province de Nice.

## Histoire
L'édit royal du 10 novembre 1818 de Victor-Emmanuel Ier procède à une réorganisation administrative du royaume de Sardaigne en créant dix divisions découpées chacune en provinces, elles-mêmes divisées en mandements. La division de Nice est constituée en adjoignant à l'ancien comté de Nice, les territoires ligures d'Oneille et de San Remo qui sont détachés du duché de Gênes. Les pouvoirs politiques et militaires étaient placés sous la responsabilité d'un gouverneur, et les pouvoirs administratifs dépendaient d'un intendant général de deuxième classe,. Les mandements quant à eux étaient des entités purement judiciaires et financières.
En 1847, la fusion parfaite des États de Savoie aboutit à une centralisation du royaume. À la suite de la réforme constitutionnelle de 1848 et à l'octroi du Statut albertin, la division de Nice est dotée d'un conseil divisionnaire élu sur une base oligarchique. À la suite de la promulgation du décret Rattazzi en 1859, la division de Nice est transformée en province de Nice.

## Subdivisions
L'origine de la division de Nice se reflète dans sa séparation en subdivisions. Celles-ci sont appelées « provinces », terme archaïque (à ne pas confondre avec les provinces actuelles de l'Italie) que l'on peut rapprocher des arrondissements français et non des départements. Plus tard, à la suite du décret Rattazzi, ces provinces prennent le nom de circondari (arrondissements).
La division de Nice compte trois provinces :
- Province de Nice,
- Province d'Oneille,
- Province de Sanremo.

## Intendants généraux de la division de Nice
| Liste des intendants généraux de la division de Nice |                               |
| Nom                                                  | Durée du mandat               |
| Giuseppe Francesco Fighiera                          | mai 1814 - juillet 1816       |
| Giuseppe Lorenzo De Giudici                          | septembre 1816 - octobre 1819 |
| Alessandro Crotti di Costigliole                     | octobre 1819 - juin 1827      |
| Pietro Bianchi                                       | juillet 1827 - août 1831      |
| Giuseppe Fernex                                      | octobre 1831 - avril 1837     |
| Pantaleo Gandolfo                                    | mai 1837 - octobre 1841       |
| Luigi des Ambrois de Névache                         | octobre 1841 - juillet 1844   |
| Felice De Boccard                                    | septembre 1844 - août 1848    |
| Teodoro Derossi di Santa Rosa                        | novembre 1848 - mai 1849      |
| Alessandro Radicati di Marmorito                     | juin 1849 - octobre 1851      |
| Ottavio Ferrero della Marmora                        | décembre 1851 - juillet 1856  |
| Pietro Boschi                                        | août 1856 - décembre 1857     |
| Ottavio Ferrero della Marmora                        | janvier 1858 - décembre 1859  |
| Massimo Cordero di Montezemolo                       | décembre 1859 - mars 1860     |